# 中田智洋
中田 智洋（なかだ ともひろ、1950年7月 - ）は、日本の実業家。岐阜県中津川市のサラダコスモ社長。

## 来歴
岐阜県出身。1973年3月 駒澤大学経済学部卒業。家業の中田商店入社。1978年、創業者の父が脳梗塞で倒れたため社長就任。本業のラムネ製造から撤退。副業の「もやし」生産を専業とする。1980年「ナカダ産業株式会社」に社名変更。1990年「サラダコスモ」に組織変更。2000年「ギアリンクス」設立に参画、社長。2006年「ちこり村」開園。
消費者の健康を第一に無漂白、無添加もやし製造を開始。生協からの評価を契機に、スーパーなどへ直販・直送販路を構築。2002年オランダに合併会社SALAD SPRUIT BV設立。オランダから高級野菜ファーストチコリ輸入を開始
。

## 受賞
- 1995年 ニュービジネス協議会「アントレー大賞」
- 1996年 社団法人 中小企業研究センター「グッドカンパニー大賞 優秀企業賞」（アメリカで無農薬のかいわれ大根のタネを100％自社生産）
- 2011年 農林水産省「FOOD ACTION NIPPON アワード」2010入賞

## 出演・掲載

### テレビ
- 日経スペシャル ガイアの夜明け 「南米大豆ロードをゆく」（2004年8月3日、テレビ東京）[4]。- アルゼンチンの農場での大豆生産を取材。
- 日経スペシャル カンブリア宮殿 "激安野菜"もやしで驚き33年連続黒字！ 挑み続けた型破り経営（2014年5月8日、テレビ東京）- サラダコスモ社長として出演[5]。
- 日経プラス10「日本農業の未来形!?もやし野菜大手」（2017年1月25日、BSジャパン）[6][7]

### その他
- 「開発こうほう」2011.3～hkk.or.jp
- 「いい会社研究」2015.8～なると社会保険労務士事務所
- 「中部発きらり企業紹介 Vol.94」2015.11～中部経済産業局
- 「J2・FC岐阜にトラック寄贈」2016.3～岐阜新聞
- 岐阜産業人クラブ「サラダコスモ社長講演」2016.5～日本産業人クラブ
- 『「もやし」で36年連続黒字！強運社長の激動人生』2016.10～ダイヤモンド
- 「サラダコスモ新工場を承認　地域経済振興計画で初」2017.10～朝日新聞